# Histoire du Turkménistan

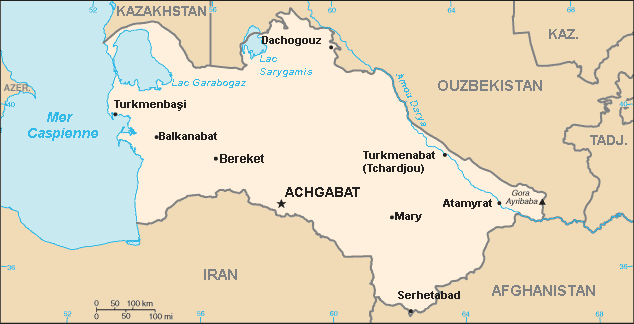
Carte basique du Turkménistan (2006

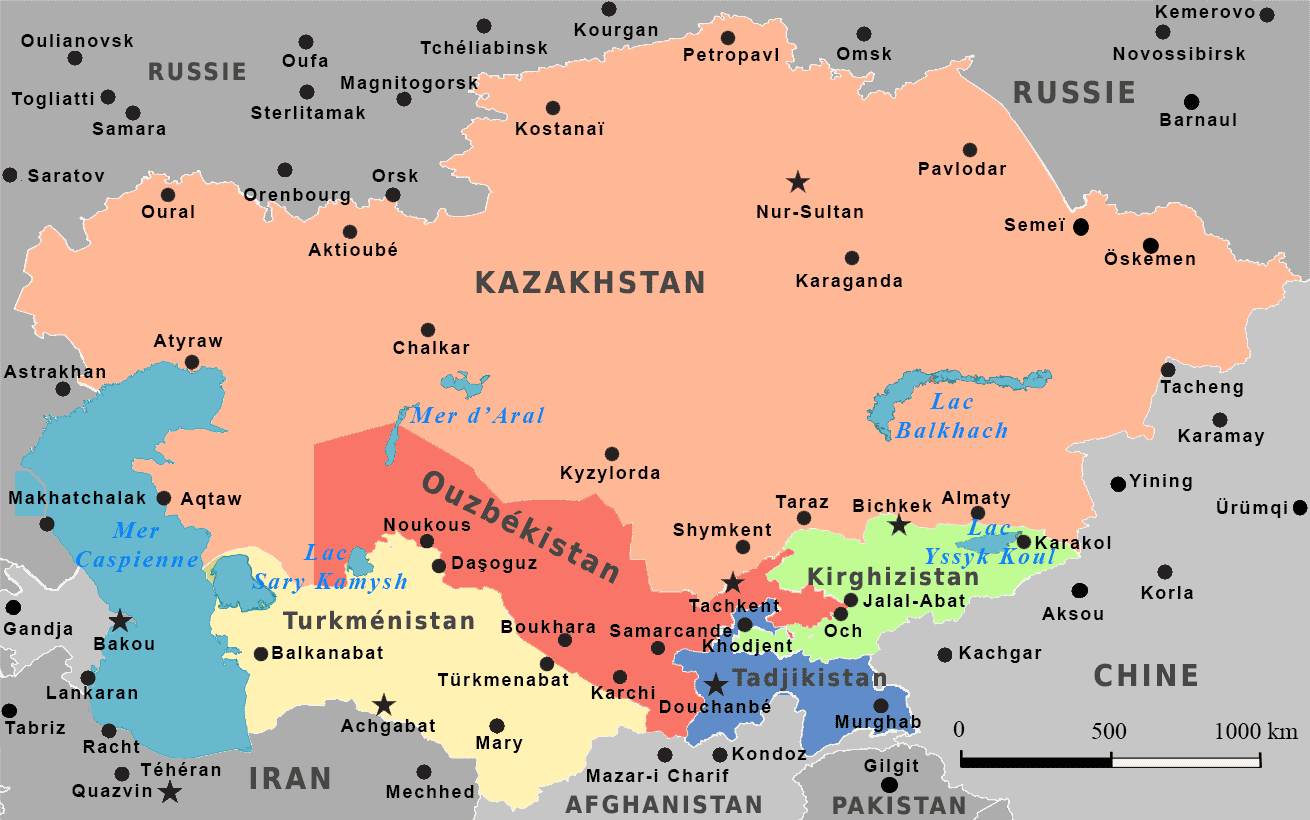
Asie centrale politique (2020)

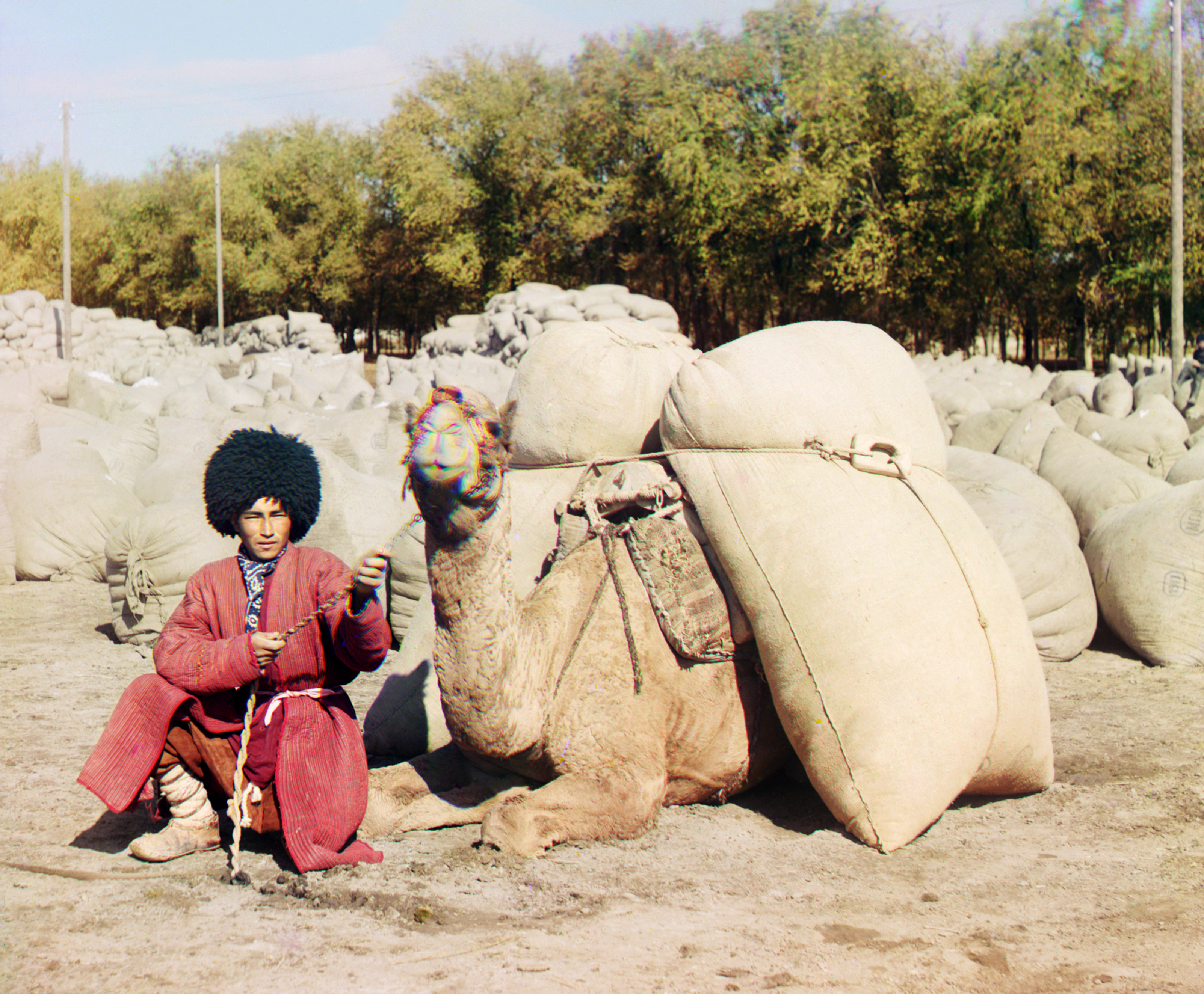
Jeune Turkmène avec un chameau au début du XXe siècle (photographie de Sergueï Prokoudine-Gorski)

L'histoire du Turkménistan remonte à plusieurs millénaires. En effet, de récentes expéditions archéologiques ont mis au jour la présence d'un peuple vivant dans le désert du Karakoum il y a cinq mille ans. Le pays, situé entre Asie mineure et Asie centrale, est actuellement bordé par la mer Caspienne, l'Iran, l'Afghanistan et l'Ouzbékistan. Avant de s'assécher et localement de se désertifier, le Turkménistan fut autrefois plus vert et humide, grâce aux eaux de fontes des neiges hivernales.
En 2024, le Turkménistan, sur un territoire de 488 100 km2, est riche d'une population d'environ 7 millions de Turkmènes, parlant très majoritairement le turkmène.
La démographie du Turkménistan est en hausse constante : 1 000 914 en 1926, 1 251 883 en 1939, 1 516 375 en 1959, 2 158 880 en 1970, 2 764 848 en 1979, 3 522 717 en 1989, 4 434 354 en 1995, 4 751 120 en 2012.

## L'actuel désert du Karakoum
Dans cette région située sur le trajet de la route de la soie, les archéologues ont découvert les restes de plusieurs enceintes de villes (Ulug Dépé et Gonur-depe), datant de l'âge du bronze et de l'âge du fer, ensuite occupées par les ancêtres des populations turco-mongoles actuelles. On y a aussi trouvé des réseaux d'irrigation et des tombes,.
Le Turkménistan abrite dans ses déserts et steppes désertiques de véritables trésors de civilisations disparues que les archéologues commencent seulement à mettre au jour.
En plein désert du Karakoum, l'ancienne capitale d'un royaume oublié, prospère il y a plus de trois mille ans, livre ses premiers secrets. Ses fondations de briques d'argile crue racontent l'histoire d'une région agricole aux terres fertiles, où le cheval avait une importance (parfois sacrifiés et enterrés avec des humains). La race équine Akhal-Teké est originaire de cette région.
Au croisement des routes de la soie, la cité de Merv, active dès le IIe millénaire avant notre ère, fut la capitale de l'ancien royaume de la Margiane, conquis par Alexandre le Grand. Toujours visible, un vaste et ingénieux réseau de canaux irriguait les champs depuis la rivière Mourgab, permettant la culture de céréales, de légumes, de fruits et de coton, objets d'échanges probables avec les royaumes voisins. En l'absence de sources écrites, le travail des archéologues relève cependant davantage de la conjecture que de la certitude.

## Antiquité
- Scythie, Scythes
- Hyrcanie, Margiane
- Mannéens (Manna), Hasanlu, Amoureux de Hasanlu, Lac d'Ourmia
- Matiene (en), Ma(r)tiani, sans doute de langue hourro-urartéenne
- Mèdes
- Royaumes turcs

## Tribus oghouzes
À l'origine des Turkmènes, il y a la confédération oghouze de tribus pastorales nomades du début du Moyen Âge qui vivaient dans l'actuelle Mongolie et autour du lac Baïkal dans l'actuelle Sibérie méridionale.
Connue sous le nom Neuvième Oghouze. cette confédération était composée de peuples turcophones à la base des empires steppiques puissants en Asie intérieure.
Dans la seconde moitié du 8e siècle, les composants de la Neuvième Oghouze migrent à travers la Dzoungarie en Asie centrale. Les sources arabes les localisent sous le terme de Guzz dans la région du Syr-Daria moyen et inférieur au 8e siècle. Au 10e siècle, l'Oghuz s'étend à l'ouest et au nord de la mer d'Aral et dans la steppe de l'actuel Kazakhstan, absorbant non seulement les Iraniens, mais aussi les Turcs des groupes ethnolinguistiques Kipchak et Karluk. 
Au 11e siècle, le célèbre savant turc Mahmud al-Kashgari décrit la langue des Oghuz et des Turkmènes comme distincte de celle des autres Turcs et identifie vingt-deux clans oghouzes ou sous-tribus, dont certains apparaissent plus tard dans les généalogies turkmènes et dans les légendes comme le noyau des premiers Turkmènes.

## Chronologie
- 551-744 : Premier Khaganat turc, Khaganat turc occidental, Göktürk
- 750-1055 : État d'Oghouze-Yabgou
- 1040 : Bataille de Dandanakan
- 1077-1231 : Khwârezm-Shahs
- 1216-1221 : Invasions mongoles en Asie centrale
- 1227-1338 : dynastie des Djaghataïdes
- 1243-1502 : Horde d'or
- 1256-1335 : Ilkhanides
- 1309-1507 : Empire timouride
- 1511-1920 : Khanat de Khiva

### XVIIIesiècle
- 1709-1738 : dynastie Hotaki
- 1736-1749 : dynastie des Afcharides
- 1747-1826 : Empire durrani

### XIXesiècle
- Turkestan russe, Conquête russe du Turkestan (1839-1895)
- 1863-1885 : les Russes conquièrent la région et en font l'Oblast de Transcaspienne.
- 1873 : Expédition de Khiva, Traité de paix de Guendeman.
- 1879 : Bataille de Geok Tepe (1879) (en)
- 1881 : Bataille de Geok Tepe, Traité d'Akhal
- 1885 : Incident du Panjdeh
- 1897 : l'oblast est intégré au Turkestan.

### XXesiècle
- 1918-1919 : rébellion du Gouvernement transcaspien lors de la guerre civile russe.
- 1924 : création de la République socialiste soviétique du Turkménistan, qui est intégrée à l'URSS un an plus tard (1925).
- 1948 : un violent séisme secoue Achgabat.
- Octobre 1991 : indépendance du Turkménistan. Saparmourat Niazov devient président, Sähet Myradow (Mouradov) devient président du Conseil suprême, et le pays adhère à la CEI.
- 1992 : Khan Akhmedov est chef du gouvernement.
- 1993 : Niazov prend officiellement le nom de Türkmenbaşy (turkmenbachi), c'est-à-dire chef des Turkmènes.
- Décembre 1999 : le parlement turkmène prolonge indéfiniment le mandat de Saparmyrat Nyýazow.

### XXIesiècle
- 21 décembre 2006 : le président à vie, Saparmourat Niazov, décède. Le vice-premier ministre Berdimoukhamedov est désigné pour organiser ses funérailles, puis comme président par intérim (alors que ce rôle revenait constitutionnellement au président du Parlement) en attendant les prochaines élections ; selon la constitution du Turkménistan, celles-ci doivent se tenir dans les deux mois suivant la nomination d'un président par intérim.
- 11 février 2007 : élection présidentielle où Berdimoukhamedov est élu avec 89 % des suffrages.
- 21 mars 2009 : entrée en vigueur du traité de Semipalatinsk instituant une zone exempte d'armes nucléaires en Asie centrale.

## Galerie présidentielle
Président de la république du Turkménistan

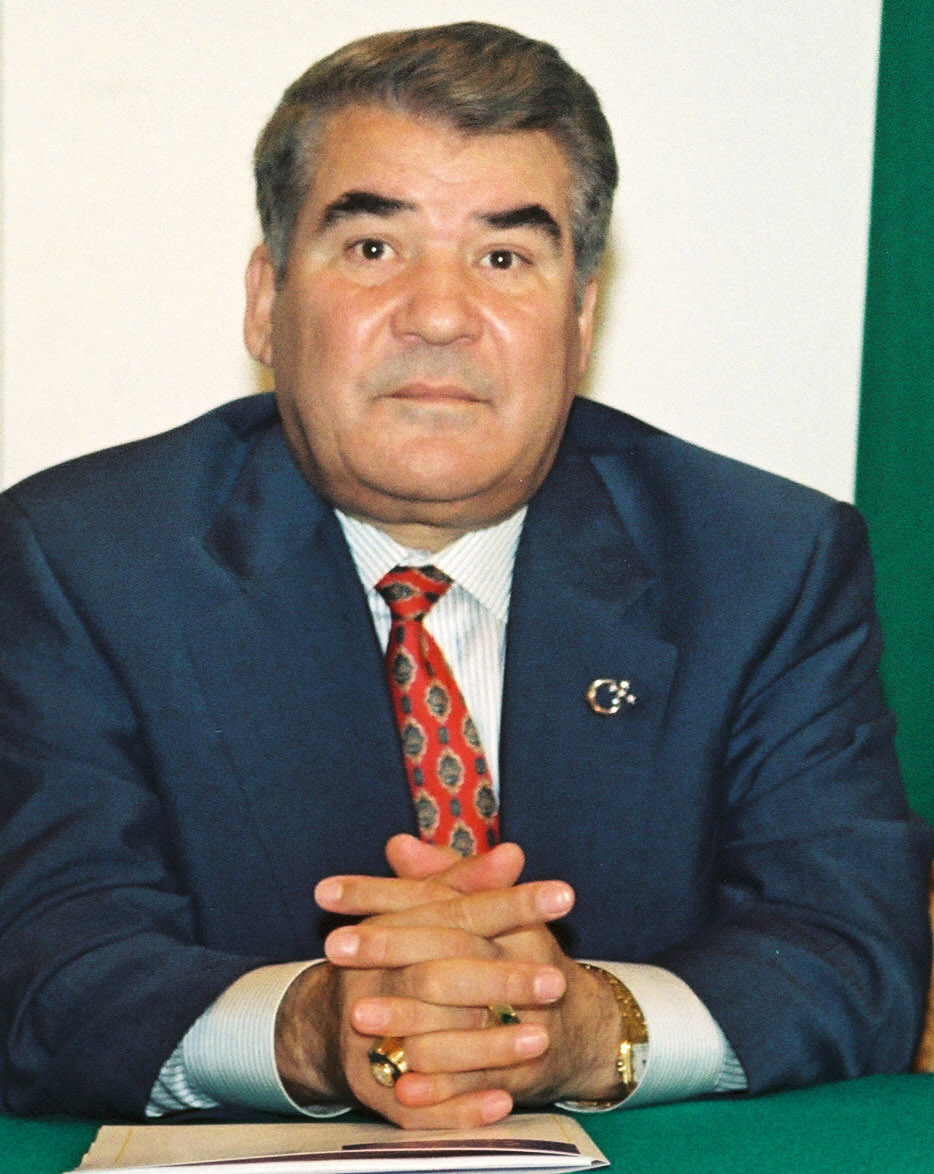
Saparmyrat Nyýazow 1990-2006
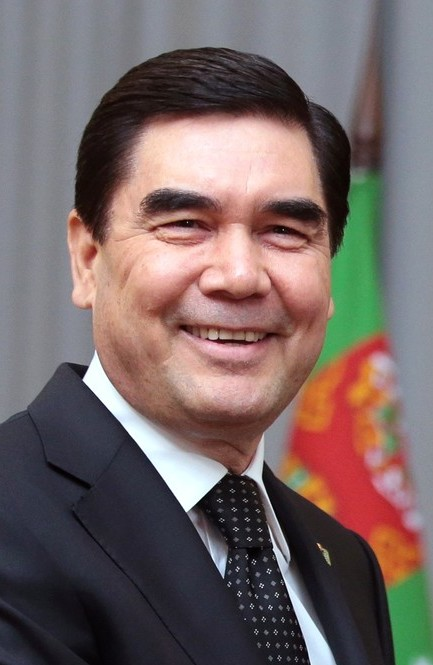
Gurbanguly Berdimuhamedow 2006-2022
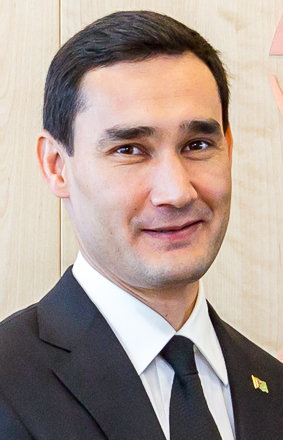
Serdar Berdimuhamedow 2022-présent

#### 1991
- Culture du Turkménistan
- Démographie du Turkménistan
- Économie du Turkménistan
- Dislocation de l'URSS
- Politique au Turkménistan
  - Président de la république du Turkménistan

- Communauté des États indépendants (1991)
- Organisation des États turciques (2009)